# 常寧市
常寧市（じょうねい-し）は中華人民共和国湖南省衡陽市に位置する県級市。

## 歴史
漢代は耒陽県の一部であったが三国時代に新たに新平県及び新寧県が設置された。晋代に新平県が新寧県に編入、唐代に新寧県より常寧県改称された。元代は常寧州に昇格したが明代に常寧県に戻されている。1996年に県級市に昇格し現在に至る。

## 行政区画
- 街道：宜陽街道、泉峰街道、培元街道、曲潭街道
- 鎮：柏坊鎮、水口山鎮、煙洲鎮、蔭田鎮、白沙鎮、西嶺鎮、三角塘鎮、洋泉鎮、廟前鎮、羅橋鎮、板橋鎮、勝橋鎮、官嶺鎮、新河鎮
- 郷：蓬塘郷、蘭江郷、大堡郷
- 民族郷：塔山ヤオ族郷